# Ancistrocerus nitidissimus
Ancistrocerus nitidissimus är en stekelart som beskrevs av Giordani Soika. Ancistrocerus nitidissimus ingår i släktet murargetingar, och familjen Eumenidae. Inga underarter finns listade i Catalogue of Life.